# Llanolebias stellifer
 Llanolebias stellifer és un peix de la família dels rivúlids i de l'ordre dels ciprinodontiformes.

## Morfologia
Els mascles poden assolir els 7,5 cm de longitud total.

## Hàbitat
És una espècie d'aigua dolça.

## Distribució geogràfica
Es troba a Sud-amèrica: Veneçuela.